# ГАООРДИ
ГАООРДИ — Санкт-Петербургская ассоциация общественных объединений родителей детей-инвалидов. Цель ассоциации – объединение и координация усилий общественных организаций России, представляющих интересы детей-инвалидов, молодых инвалидов с детства, их семей и оказывающих им помощь и поддержку.

## История
Санкт-Петербургская ассоциация общественных объединений родителей детей-инвалидов «ГАООРДИ» была основана 12 июня 1992 года. Ассоциация является одной из первых крупных родительских организаций в Санкт-Петербурге и в России. Ее создатели – родители детей с особенностями развития, которые решили работать вместе, чтобы достичь успеха в защите прав своих детей.

## Деятельность
Ассоциация на протяжении 28 лет оказывает помощь детям, молодым людям с инвалидностью и их семьям. Сегодня ГАООРДИ объединяет 16 общественных организаций Петербурга и представляет интересы в 22 общественных, координационных  и экспертных советах при исполнительных и законодательных органах власти РФ. С 2016 года входит в Реестр поставщиков социальных услуг Санкт-Петербурга. Среди проектов Ассоциации: первый в России Дом сопровождаемого проживания, единственная в Петербурге и вторая в России служба помощи людям с БАС (боковой амиотрофический склероз), программа трудоустройства людей с инвалидностью, проект «Передышка Плюс», организация социально-культурных и досуговых мероприятий для молодых людей с особыми потребностями и их близких, и другие.
ГАООРДИ работает как экспертный центр для власти и продвигает интересы семей с детьми с инвалидностью и редкими заболеваниями.

## Проекты

### «Дома сопровождаемого проживания»
Дома сопровождаемого проживания – это первый проект в России, направленный на создание альтернативной психоневрологическим интернатам системы жизненного трудоустройства инвалидов. Проект реализован компанией ПАО «Группа ЛСР», Санкт-Петербургской ассоциацией общественных объединений родителей детей -инвалидов «ГАООРДИ», Комитетом по социальной политике Санкт-Петербурга и Администрацией Красногвардейского района.
Дома построены и оборудованы на средства компании ПАО «Группа ЛСР» и передан ГАООРДИ в безвозмездное пользование сроком на 10 лет с возможностью последующей пролонгации, для организации социального обслуживания жильцов. На церемонии открытия первого Дома присутствовал губернатор Георгий Полтавченко и президент Санкт-Петербургской ассоциации общественных объединений родителей-инвалидов «ГАООРДИ» Маргарита Урманчеева.

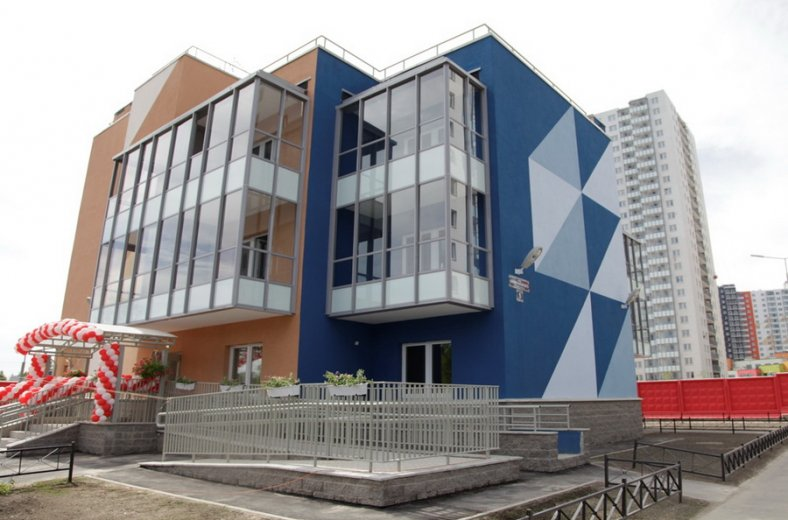
Дом сопровождаемого проживания в ЖК «Новая Охта»

Трехэтажные дома специализированной постройки, рассчитанные на проживание 19 человек, расположены в Красногвардейском районе в жилом комплексе «Новая Охта». Квартиры для самостоятельного проживания предназначены для взрослых (18 лет и старше) людей с особенностями развития, которые имеют навыки самостоятельности, частично адаптированы и не нуждаются в постоянном специализированном медицинском сопровождении и уходе. Для жильцов дома организовано 24-часовое сопровождение и уход 7 дней в неделю 365 дней в году. 

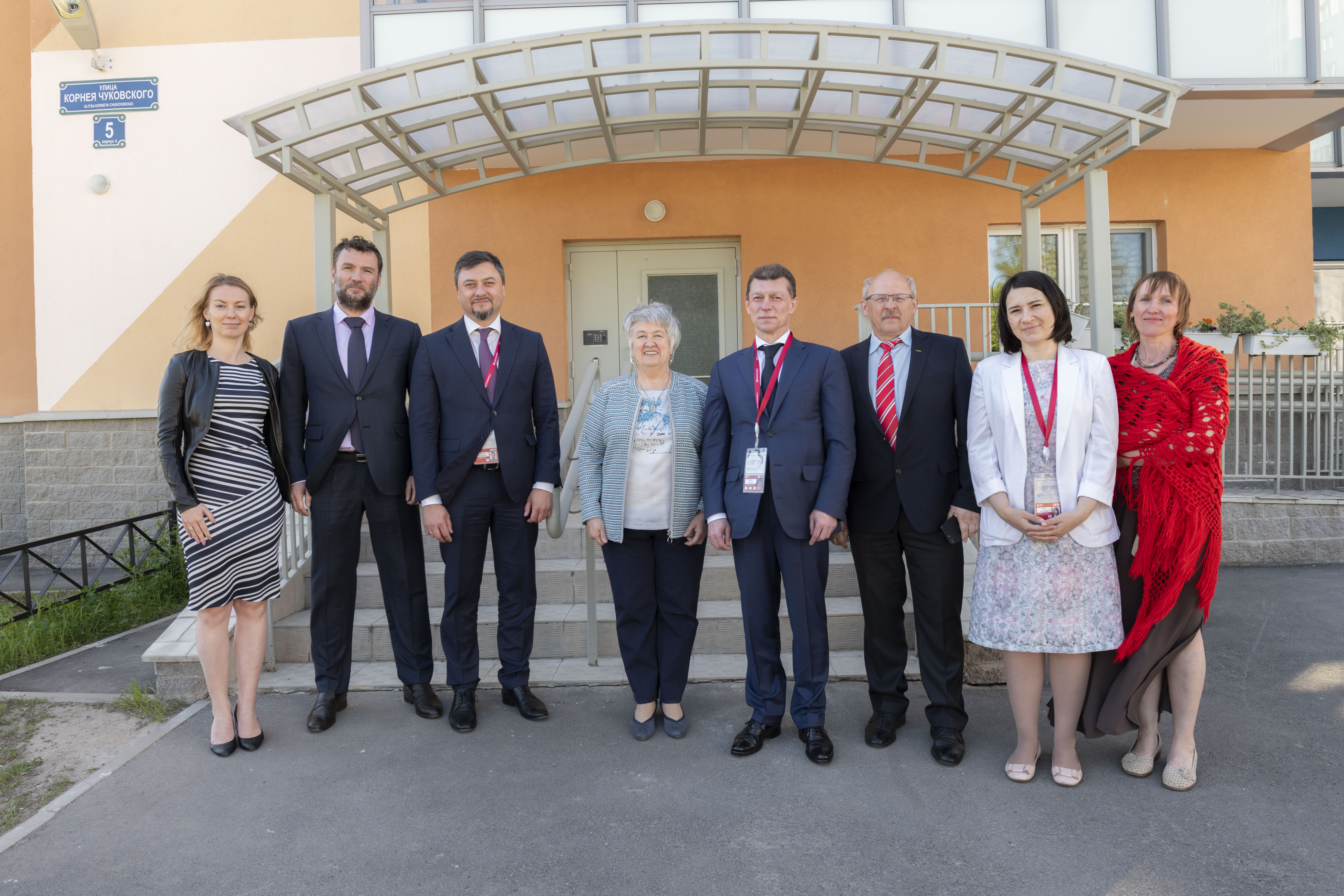
Визит Максима Топилина

В мае 2018 года Министр труда и социальной защиты РФ Максим Топилин и Первый заместитель министра Алексей Вовченко посетили дом сопровождаемого проживания в «Новой Охте». Министр ознакомился с устройством дома, работой специалистов и выразил интерес к тиражированию петербургского опыта в других регионах России.
В октябре 2019 года открыт второй Дом сопровождаемого проживания, также расположенный в ЖК «Новая Охта». Дом предназначен для проживания 19 людей с особенностями развития. В конце октября состоялась встреча Президента Российской Федерации с представителями общественных объединений. По итогам встречи Владимир Путин призвал изучить и тиражировать опыт ГАООРДИ в регионы.

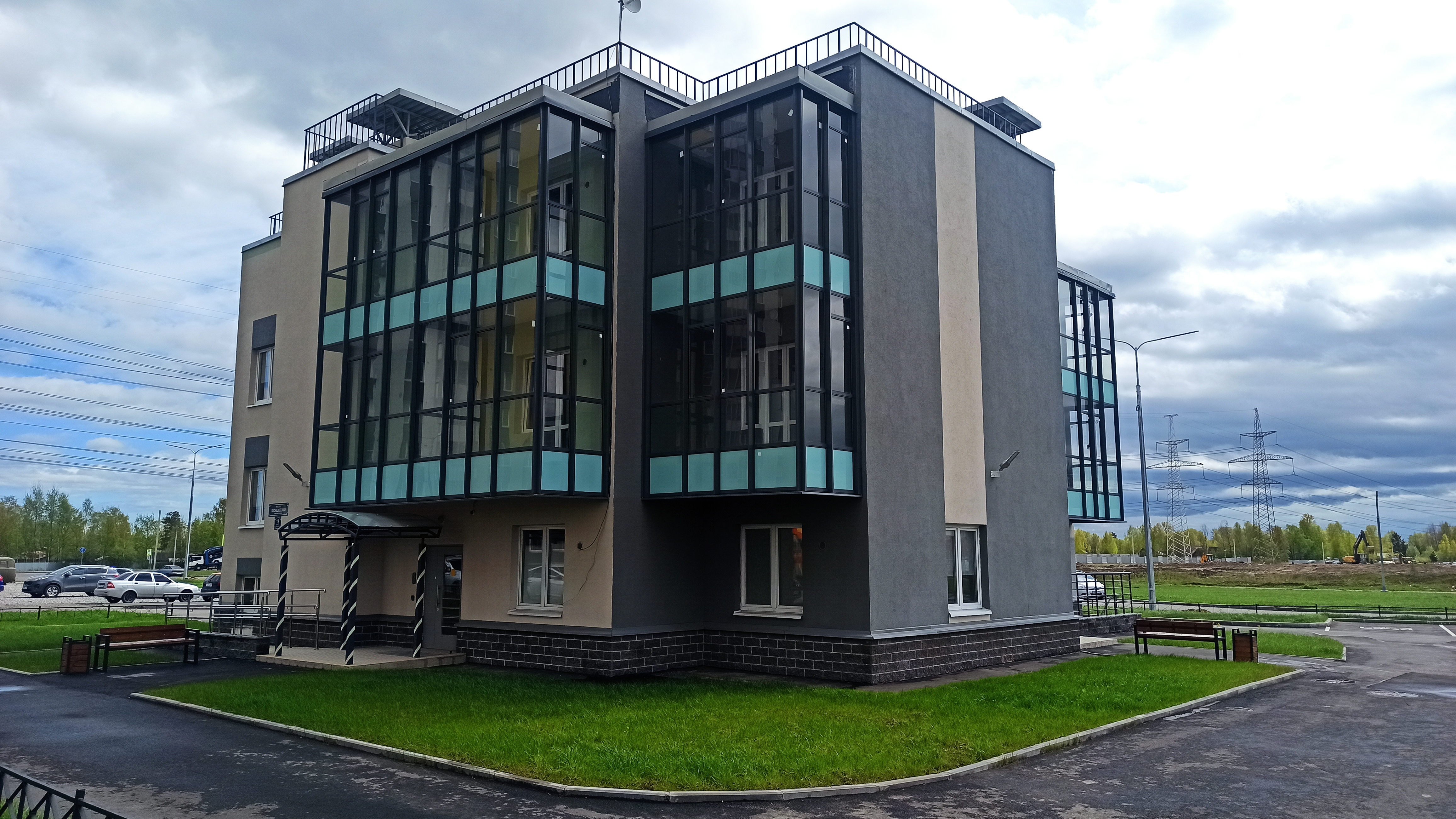
Центр поддерживаемого проживания ГАООРДИ

14 июня 2022 года состоялось открытие Центра поддерживаемого проживания для кризисного размещения взрослых людей с инвалидностью. Центр позволяет принимать на временное проживание совершеннолетних людей с тяжелыми нарушениями интеллектуального и физического развития сроком до 6 месяцев в год. Новое трехэтажное здание, в котором расположен Центр поддерживаемого проживания, построено и оборудовано по специальному проекту ПАО «Группа «ЛСР» в жилом комплексе «Цветной город» в Красногвардейском районе Санкт-Петербурга и передано Санкт-Петербургской ассоциации общественных объединений родителей детей-инвалидов «ГАООРДИ» в пользование на безвозмездной основе. Поддержку созданию Центра оказывают Комитет по социальной политике, Администрация Красногвардейского района Санкт-Петербурга и Фонд грантов Президента Российской Федерации.
Специалисты ГАООРДИ обеспечивают подопечным Центра 24-часовое профессиональное сопровождение и необходимый уход, проводят занятия по социально-бытовой адаптации и коммуникации, организуют разнообразную и интересную дневную занятость. Социальные услуги оказываются жильцам бесплатно.

### Служба помощи людям с БАС
Служба помощи людям с БАС(боковой амиотрофический склероз) в Петербурге работает с 2016 года и является совместным проектом ассоциации ГАООРДИ и благотворительного фонда «Живи сейчас». Сегодня это единственная служба, которая помогает пациентам с редким и неизлечимым заболеванием – боковым амиотрофическим склерозом. Коллектив Службы – это неврологи, эрготерапевты, физические терапевты, методисты ЛФК, патронажные медицинские сестры и психологи.
В 2018 году В ГАООРДИ в соответствии с требованиями установленных стандартов оборудован кабинет паллиативной помощи, получена лицензия на медицинскую деятельность.

### Служба «Передышка Плюс»
Программа «Передышка Плюс» дает возможность родителям на короткие периоды времени передать заботу и уход за взрослым сыном/дочерью с инвалидностью подготовленным и обученным лицам. Это меняет ситуацию в семье к лучшему, уменьшает эмоциональное выгорание родителя, снижает риск помещения взрослого инвалида в закрытые учреждения. Принимающая семья осуществляет присмотр и уход за ребенком, обеспечивая нормальный для него уклад жизни.

### Центр дневного пребывания
«Центр дневного пребывания» — это специально созданная среда, в которой молодые люди и девушки с особенностями интеллектуального развития обучаются, развиваются и проводят свой досуг. Большинство ребят имеют множественные тяжелые нарушения развития. Центр работает в  ГАООРДИ с 2009 года. Каждый день его посещают 25 молодых людей с инвалидностью. В основном, все ребята имеют множественные тяжелые заболевания, сопровождающиеся  интеллектуальными и физическими нарушениями, нарушениями общения, вплоть до отсутствия речи. Группа работает ежедневно, кроме субботы и воскресения с 9-00 до 16-00, а далее в режиме продленного дня в зависимости от потребности.
Молодые люди, в силу тяжести заболевания, не могут посещать образовательные учреждения или быть трудоустроены. Для них организована посильная трудовая занятость в мастерских по прикладному и художественному творчеству (бисероплетение, работа с глиной, керамика, роспись  по стеклу, дереву, изготовление праздничных открыток и т.д.), музыкальные занятия и  уроки в театральной студии. Работа в мастерских чередуется с рекреационными паузами – прогулками, релаксацией, физкультурными занятиями. В настоящее время с группой работают 4 педагога дополнительного образования, психолог, 1 социальный педагог и руководитель группы.
С 2015 года ежедневная работа группы осуществляется при поддержке «Группы ЛСР».

### Центр трудовой занятости
«Организация временного трудоустройства несовершеннолетних граждан в возрасте от 14 до 18 лет в свободное от учебы время» — одна из первых трудовых программ Ассоциации. Программа предусматривает трудоустройство подростков, в том числе с инвалидностью, на временные рабочие места, созданные на базе ГАООРДИ сроком на 1-2 месяца.
Ассоциация ГАООРДИ создает рабочие места для несовершеннолетних по специальностям: «рабочий зеленого хозяйства», «подсобный рабочий», «упаковщик», «помощник делопроизводителя». Помимо дополнительного заработка и трудового стажа, подростки обретают уверенность в себе, учатся самоорганизации и ответственности. Оформление на работу производится по Трудовому кодексу через направление от районных агентств занятости. Заработная плата выплачивается из средств городского и муниципальных бюджетов Санкт-Петербурга.
В рамках программы поддерживаемого трудоустройства на базе ГАООРДИ и организаций-партнеров создаются рабочие места для молодых инвалидов, в том числе, с особенностями интеллектуального развития. Программа предполагает долгосрочную цель – трудоустройство молодого инвалида на открытом рынке труда. Рабочие места создаются по востребованным специальностям, таким как социальный работник, специалист по социальной работе, работник кадровой службы, бариста, пекарь, культорганизатор, системный администратор, видеооператор, видеомонтажер, дизайнер, оператор сканирования и печати постеров и плакатов, специалист по рекламе.
На рабочем месте человека с инвалидностью непрерывно сопровождает специалист ГАООРДИ. Такая поддержка помогает адаптироваться и закрепиться в новом коллективе, а также реабилитироваться как профессионально, так и психологически.

## Мероприятия

### Международный фотоконкурс «Взгляды»
Фотоконкурс проводится ассоциацией ГАООРДИ с 2006 года при поддержке Комитета по социальной политике и администрации Невского района Санкт-Петербурга. Ежегодно фотографы-любители и профессионалы присылают на суд жюри кадры, на которых запечатлены радости и печали, мечты и достижения, трудности и бытовые хлопоты людей с инвалидностью. В разные годы экспозиции были представлены на различных площадках Петербурга: библиотеки, музеи, Комитеты городской администрации, крупные отели, Петропавловская крепость, Витебский вокзал и аэропорт «Пулково».

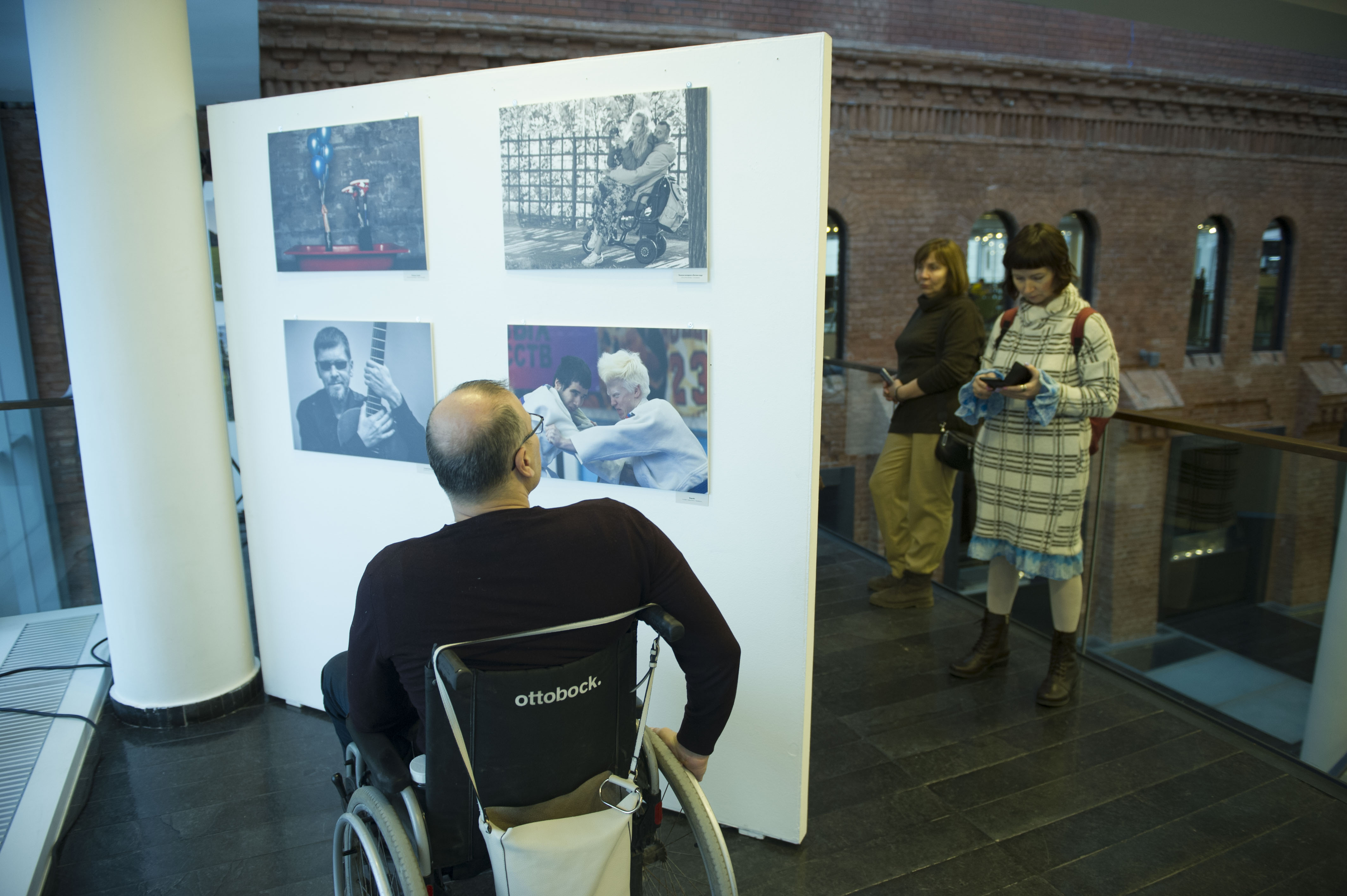
Выставка на Новой сцене Александрийского театра

В 2022 году на суд жюри поступило почти 800 снимков от профессиональных фотографов и фотолюбителей из разных регионов России и зарубежных стран. Своими фотографиями поделились авторы из Молдовы, Белоруссии, Украины, Сербии, Германии и Испании. Впервые в 2022 году фотоконкурс проходил в двух номинациях: профессиональная и любительская фотография, выбор номинации участники определяли самостоятельно, исходя из своих знаний и навыков. В выставочную экспозицию вошли 55 фоторабот, отобранных по итогам голосования жюри и выбора номинантов от специальных партнёров. Во время приема заявок у самих участников была возможность голосовать за работы друг друга на сайте — по наибольшему количеству голосов определился победитель в номинации «онлайн-голосование».
В начале декабря на Новой сцене Александринского театра в Петербурге прошёл фестиваль социальной фотографии «Взгляды: Преодолевая границы». Фестиваль открылся выставкой фотографов-документалистов, исследующих жизнь людей с особыми потребностями и рассказывающих о своих героях посредством фотоснимков. Центральным мероприятием второго дня стала публичная дискуссия с участием фотографов, общественных деятелей и представителей НКО. Завершала трёхдневный фестиваль социальной фотографии торжественная церемония награждения победителей Международного фотоконкурса «Взгляды», который вот уже больше 15 лет объединяет профессиональных фотографов и фотолюбителей одной общей идеей — показать уникальность мира человека с инвалидностью, избегая стереотипы и создавая фотоработы, в которых утверждаются равные права и возможности для всех.

### Инклюзивный фестиваль спорта и творчества «Содружество»
Трехдневный выездной Фестиваль «Содружество» проводится ГАООРДИ с 1999 года. Ежегодно около 300 подростков и молодых людей с ограниченными возможностями здоровья соревнуются в разнообразных спортивных состязаниях, занимаются пешим и водным туризмом, участвуют в тематических викторинах и концертной программе, а также учатся самостоятельности и самоорганизации.
«Содружество» — событие, полюбившееся не только ребятам, но и их родителям. В течение трех дней сопровождающие взрослые также участвуют во всех мероприятиях фестиваля и получают возможность свободно общаться и отдыхать.
В последние годы гостеприимным «домом» фестиваля стала база туристского клуба «Лена», расположенная на берегу реки Вуоксы в поселке Лосево Ленинградской обрасти.